# Pacifisch-Aziatisch kampioenschap curling vrouwen 1991
Het Pacifisch-Aziatisch kampioenschap curling voor vrouwen 1991 (destijds bekend als het Pacifisch kampioenschap) werd van 28 tot en met 30 november 1991 gehouden in het Japanse Sagamihara. Het gastland won de eerste editie van dit toernooi.

## Overzicht
Het was de eerste editie van dit regionale kampioenschap, destijds bekend als het Pacifisch kampioenschap. Er namen slechts twee landen deel: Australië en gastland Japan. Het Australische team werd aangevoerd door Lyn Greenwood, dat van Japan door Midori Kudoh. De resultaten van de competitie zijn doorheen de jaren verloren gegaan. Wel is bekend dat Japan het toernooi won, dat daarmee een ticket wist te bemachtigen voor het wereldkampioenschap.

## Groepsfase
| Land      | Skip          | W | V |
| --------- | ------------- | - | - |
| Japan     | Midori Kudoh  | ? | ? |
| Australië | Lyn Greenwood | ? | ? |

## Eindstand
| Rang   | Land      |
| ------ | --------- |
| Goud   | Japan     |
| Zilver | Australië |